# Anta Germaine Gaye
Pour les articles homonymes, voir Gaye (homonymie).
Anta Germaine Gaye, née en 1953, est une artiste plasticienne sénégalaise.

## Biographie
Elle est diplômée de l'École normale supérieure d'éducation artistique de Dakar.
Sa pratique artistique englobe la peinture sur et sous verre, la sculpture (métaux) et la céramique. Son travail allie émaux, fer de récupération et techniques mixtes. 
Elle anime actuellement l'atelier "Fer et Verre" et enseigne l'éducation artistique dans un collège de Dakar.
Fille de feu Dr Amadou Karim Gaye, ancien ministre, président du Conseil et Secrétaire Général de l'Organisation de la conférence islamique (OCI) et sœur du Général Babacar Gaye, elle est mère de quatre enfants.

## Expositions principales
- 1998 : Le Pont (sculpture métallique), Institut Goethe, Saint-Louis
- 1996 : Finalistes du Prix du Président de la République pour les Arts, Dakar
- 1995 : Signes Plus (Helsen), Maison de la Culture de Saint-Gervais, Genève*1991 : Salon d'automne, Grand Palais, Paris
- 1990 : Festa de l'Unita, Pian di Massiano, Pérouse, Italie
- 1987 : Art contre Apartheid, Musée dynamique de Dakar
- 1985 : Rencontre américano-sénégalaise, Galerie nationale d'art, Dakar
- 1983 : Cosaan (tradition) Théâtre national Daniel Sorano, Dakar

### Filmographie
- Fer et verre, film documentaire sur Anta Germaine Gaye de Ousmane William Mbaye, 2005, 30'